# 第116裝甲師 (德國國防軍)
第116裝甲師（德語：116. Panzer-Division），也稱為灰獵犬師（德語：Windhund-Division），是第二次世界大戰期間參戰的德國裝甲師。它在1944年在西線建立，1945年德國戰敗後解散。

## 战斗序列
- 第16戰車團（Panzer-Regiment 16）
- 第60装甲擲弾步兵團（Panzergrenadier-Regiment 60）
- 第156装甲擲弾步兵團（Panzergrenadier-Regiment 156）
- 第116装甲偵察營（Panzer-Aufklärungs-Abteilung 116）
- 第146装甲砲兵團（Panzer-Artillerie-Regiment 146）
- 第281陸軍高射砲營（Heeres-Flak-Artillerie-Abteilung 281）
- 第228裝甲猎兵營（Panzerjäger-Abteilung 228）
- 第675装甲工兵營（Panzer-Pionier-Bataillon 675）
- 第228装甲通信營（Panzer-Nachrichten-Abteilung 228）
- 第146野战補充營（Feldersatz-Bataillon 146）
- 第66装甲補給部隊（Panzer-Nachschubtruppen 66）